# Necochea
Necochea est une ville et une station balnéaire de la province de Buenos Aires, en Argentine, et le chef-lieu du partido de Necochea. Elle est située sur la côte Atlantique. La ville possède un important port qu'elle partage avec la ville de Quequén, qui comme elle se trouve à l'embouchure du río Quequén Grande.
La ville est choisie chaque année par des milliers de touristes qui l'adoptent afin d'y passer leurs vacances d'été. On peut diviser la ville en deux parties, le vieux centre administratif, et le nouveau centre, c’est-à-dire la ville balnéaire ou la Villa Díaz Vélez.

## Situation
Les coordonnées géographiques de la cité sont  38° 35′ S, 58° 43′ O. Elle est construite à une altitude de 35 mètres. 
La ville est située à 528 kilomètres de Buenos Aires et à 131 kilomètres de Mar del Plata.

## Origine du nom
Fondée le 12 octobre 1881, la ville porte son nom en l'honneur du général Mariano Pascual Necochea, grenadier à cheval de l'armée du général José de San Martín. L'influence de la franc-maçonnerie fut de première importance vu que la majorité des fondateurs appartenaient à la loge Sol Argentino 160. L'acte de fondation de la ville le démontre également puisqu'il invoque la protection du G.A.D.U. (Grand Architecte de l'Univers) et les signatures avec trois points de la majorité de ceux qui souscrivirent à cet acte. 

## Population
La ville comptait 92 933 habitants en 2010. Cependant l'agglomération qu'elle forme avec Quequén avait 107 457 habitants la même année, ce qui situe l'agglomération Necochea - Quequén au 11e rang parmi les villes de la province, et au 42e rang parmi les villes d'Argentine.

## Climat
Necochea possède un climat tempéré humide, adouci par l'influence de l'océan Atlantique. En été les températures maximales peuvent atteindre les 35 °C. Les hivers sont un peu froids, bien que la neige soit fort rare. Le climat de la ville est influencé, comme c'est le cas de toute la côte atlantique argentine, par des vents assez forts, fréquemment du secteur nord et nord-est.

## Économie
La principale activité économique est celle créée par l'existence du port, lequel est en importance le second du pays. Les autres activités sont agricoles, et surtout le tourisme et le commerce.

## Voies d'accès
La route provinciale 88 la fait communiquer avec Miramar et Mar del Plata et au-delà de cette dernière avec Buenos Aires et le reste de la côte nord, au moyen des routes provinciales 2 et 11. La route provinciale 227 unit Necochea avec Lobería et Balcarce - connectée elle-même avec les routes 55 et 29 vers Buenos Aires -, la provinciale nº 86 relie la ville à Benito Juarez, et la route nationale no 228 à Tres Arroyos et le sud du pays. Enfin la route provinciale nº 75 mène aux villes de San Cayetano et de Gonzales Chaves. Chacune de ces voies est reliée à l'intérieur de la province de Buenos Aires et au reste du territoire du pays.
On peut de plus arriver à la ville par chemin de fer, grâce aux services fournis par 
Ferrobaires sur les voies de chemin de fer General Roca.
Necochea possède un aéroclub, par lequel il est aussi possible d'y parvenir au moyen des lignes de l'entreprise Líneas Aéreas del Estado (LADE).

## Lieux touristiques
La Villa Díaz Vélez offre une gamme de possibilités impressionnante. De quoi satisfaire un peu tous les goûts, y compris ceux des vacanciers les plus exigeants. 

### Plages
Necochea possède les plages les plus vastes du pays, qui atteignent 300 mètres à certains endroits et s'étendent sur une longueur de 70 kilomètres de littoral (soit une longueur supérieure à l'ensemble du littoral de la Belgique). Ces plages sont pourvues de stations balnéaires et équipées de l'infrastructure de services la plus avancée. 

### Parque Miguel Lillo
C'est un parc de plus ou moins 500 hectares soit 5 kilomètres carrés, où l'on peut rencontrer de beaux exemplaires d'eucalyptus. C'est dans ce parc que l'on réalise le Festival de Niños (Festival des enfants), une des réjouissances les plus importantes de la ville. Il est pourvu d'un amphithéâtre pour la réalisation des spectacles. C'est aussi au sein du parc que se trouve le musée des Sciences Naturelles et d'Histoire Régionale, ainsi que le Complejo Casino (Complexe Casino). Dans le parc on est autorisé à camper et à faire du feu (feux de camp, asados ou barbecues). On peut y louer des bicyclettes, des petites charrettes et réaliser des promenades à cheval, et aussi naviguer en bateau sur les superbes lacs qui s'y trouvent.

### Grottes
Un autre spectacle qu'offre la ville, sont les grottes formées par l'érosion produite par les fortes vagues de la mer. Elles se trouvent à quelques kilomètres du centre urbain et on y accède par les avenues no 2 et no 10. Si on continue par ces avenues sur 35 km, on arrive à la grotte du tigre ou Cueva del Tigre. Ce nom a son origine dans une légende locale faisant état de l'histoire du Tigre del Quequén, un gaucho de la région, qui fuyant la justice se réfugia dans ces grottes.

### Cascades
À 16 kilomètres en amont de son embouchure, le Quequén Grande forme des cascades naturelles d'une grande beauté, qui attirent quantité de touristes. À cet endroit on peut faire des pique-niques. Mais c'est en plus un endroit excellent pour la pêche.

### Complexe du casino
Situé sur l'avenue no 2, face aux plages et entouré par le parc Miguel Lillo, le complexe du casino offre : des bassins de natation, des pistes de patinage, des terrains de bowling, des restaurants, des locaux commerciaux, entre autres choses.
Il possède en plus un auditorium, qui offre des spectacles de renommée nationale pendant la saison d'été.
L'Institut Provincial de Loterie et des Casinos de Buenos Aires est l'organisme chargé de l'exploitation de la salle des jeux. 
En août 2001, le complexe a souffert d'un incendie lors duquel il a été détruit partiellement. Ultérieurement la municipalité de Necochea a démarré des travaux pour la récupération des lieux, qui représentent beaucoup pour la cité.

### La jetée ou escollera

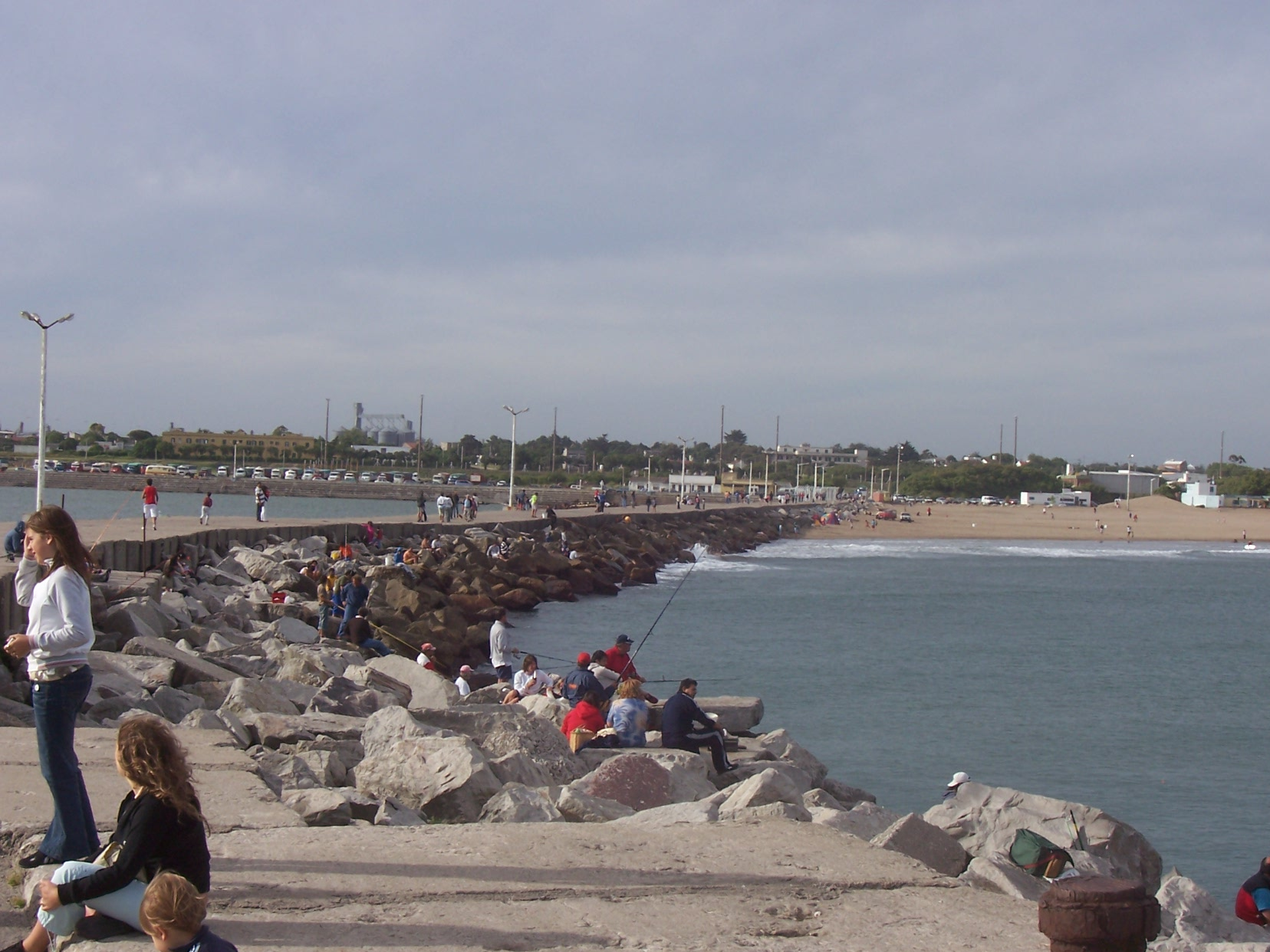
La jetée nord, à l'embouchure du Quequén Grande.

Suivant l'avenue côtière en direction du río Quequén Grande, on arrive à la jetée sud. On peut cheminer sur celle-ci jusqu'à son extrémité, pour pouvoir observer l'embouchure du río Quequén Grande dans l'océan Atlantique. On peut y voir de grosses vagues frapper avec violence les structures en béton de la jetée, ce qui constitue un spectacle fascinant. La jetée est un endroit privilégié pour les pêcheurs, étant donné l'excellente profondeur qu'elle présente. De plus on peut y observer le spectacle intéressant des allées et venues des paquebots qui viennent embarquer ou décharger leurs produits dans le port de Quequén.

### Les piétonniers
La ville de Necochea, Villa Díaz Vélez, possède deux piétonniers: la rue no 83 et la no 85, d'une longueur de 
200 mètres chacune. La première d'entre elles interdit le transit des voitures tous les jours de l'année; la seconde permet le passage des voitures sauf les fins de semaine. 
Ces rues sont pleines de restaurants, de bars et de commerces de divers type, où l'on doit souligner la vente de pains d'épices typiques de la côte. En outre, le soir et la première partie de la nuit il s'y produit des spectacles de rue, en plein air.

### Quai des pêcheurs

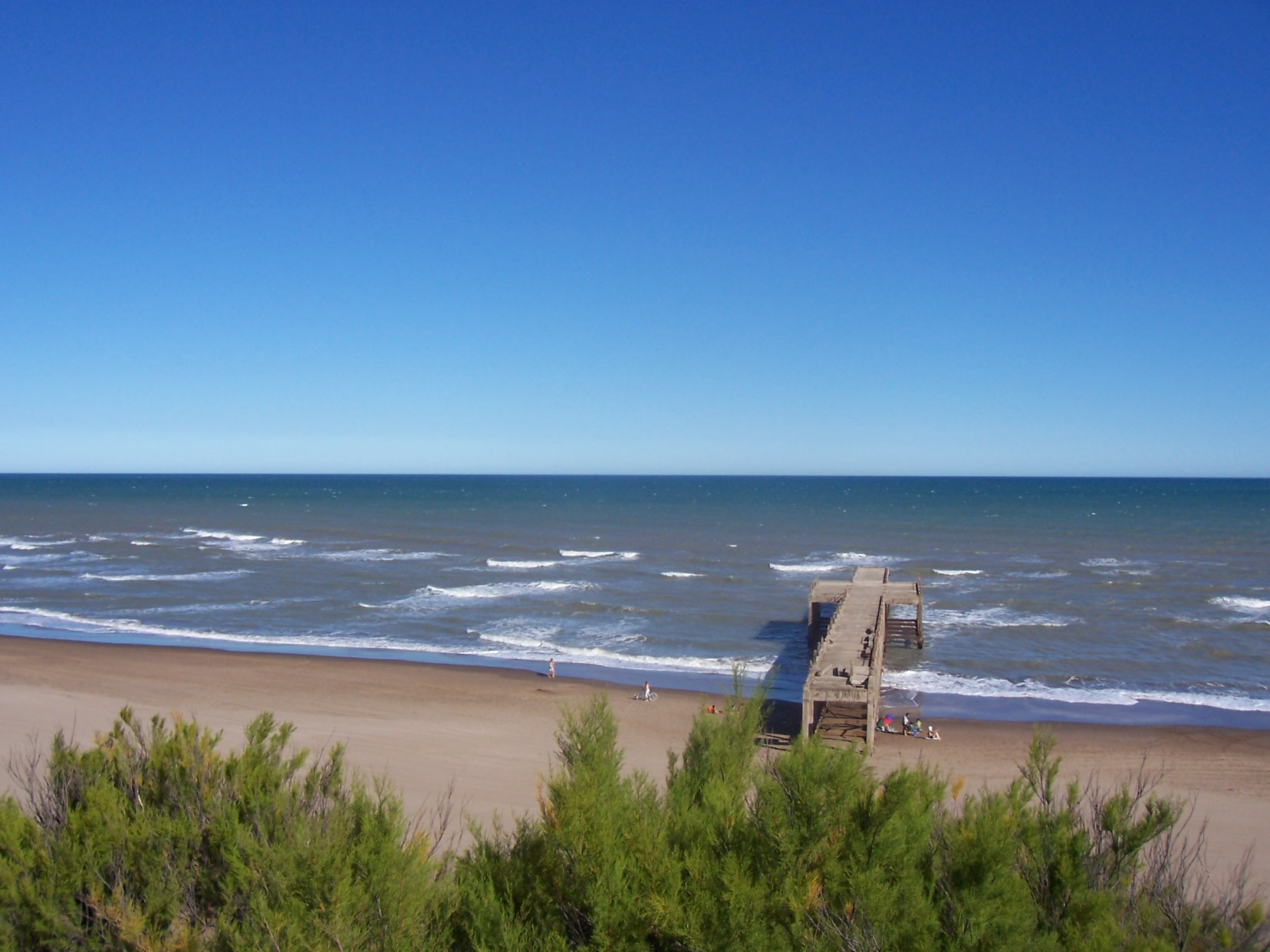
Le quai des pêcheurs qui sera démoli fin 2006 et bientôt remplacé.

Cet embarcadère fut construit en 1970. Dans son projet originel, la structure aurait eu 
120 mètres de longueur dans la mer, un escalier pour y accéder et un café restaurant dans sa partie supérieure. 
Cependant on construisit seulement le quai, et bien des années plus tard les escaliers d'accès.
Puis le temps passa et faute de recevoir la maintenance adéquate, la structure se détériora jusqu'à en arriver à un point critique. 
En 2004, étant donné le risque que couraient les pêcheurs et les personnes qui l'utilisaient, la municipalité décida d'éliminer l'escalier d'accès. On attend que pour la fin 2006 le quai sera démoli. En lieu et place de ce dernier on est en train d'évaluer la possibilité d'édifier une petite jetée.

### Monument au Général San Martín
Situé à l'intersection de l'avenue no 59 et de l'avenue diagonal San Martín, se trouve le 
monument au Général José Francisco de San Martín. 

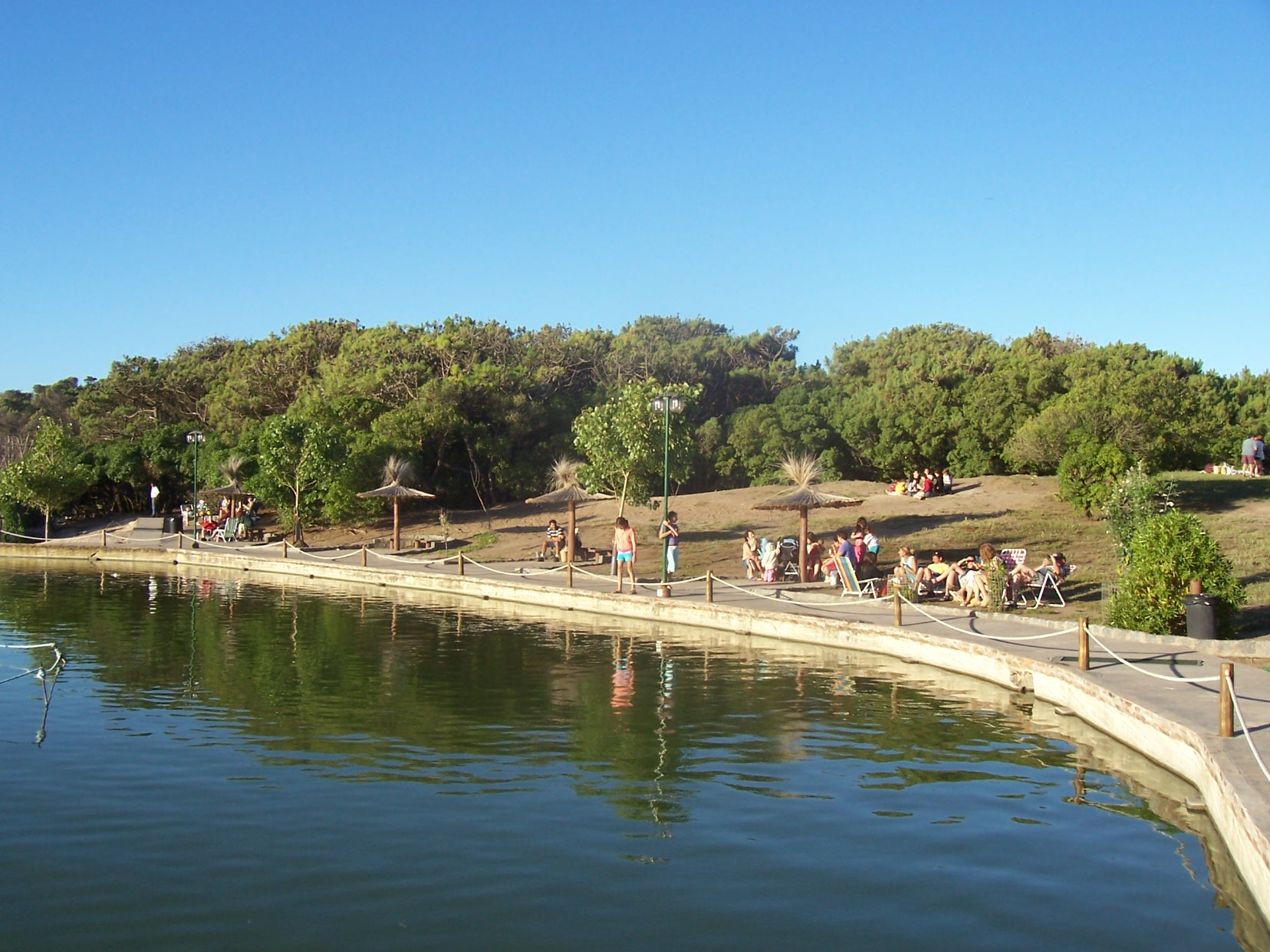
Le lac des cygnes.

Ce monument comporte une statue du Libertador et trois piliers de couleur blanche, sur lesquels ont été sculptées les armes de l'Argentine, du Chili et du Pérou (les trois pays libérés par San Martín). Les drapeaux des trois pays sont hissés de manière permanente.

### Lac des Cygnes
Le lago de los Cisnes (lac des cygnes) est un lac artificiel situé sur l'avenue no 2, à quelques mètres de l'avenue Pinolandia. Il a reçu ce nom étant donné la grande quantité de 
cygnes et de canards qui habitent dans ses eaux.
On peut y louer des bicyclettes aquatiques, pour parcourir le lac. On peut aussi déambuler dans les sentiers qui le bordent.
Il existe aussi en ce lieu un mini jardin zoologique, où l'on peut admirer certains spécimens de chèvres, de nandous, et de faisans, entre autres.

## Festival des enfants
La Fête Nationale des Spectacles pour Enfants, connue également sous le nom de Festival Infantil est la plus grande et plus ancienne fête de ce type dans le pays.
La rencontre consiste dans la présentation d'œuvres de théâtre dirigées vers les enfants. Pour cela des troupes de théâtre enfantin arrivent de différents endroits d'Argentine et de l'extérieur. 
Le premier de ces festivals eut lieu en 1962, et depuis lors, tous les 6 janvier, le soir de la fête des rois, débute une nouvelle édition du festival.
La fête débute par un défilé de carrosses qui parcourent les rues principales. Chaque année les chars et carrosses suivent une thématique spécifique. Participent en outre des amis, des troupes de musiciens, des groupes de danse nationale et des collectivités étrangères.
Le festival se déroule dans le Parque Miguel Lillo, et l'accès pour voir les œuvres théâtrales est tout à fait gratuit.

## Galerie

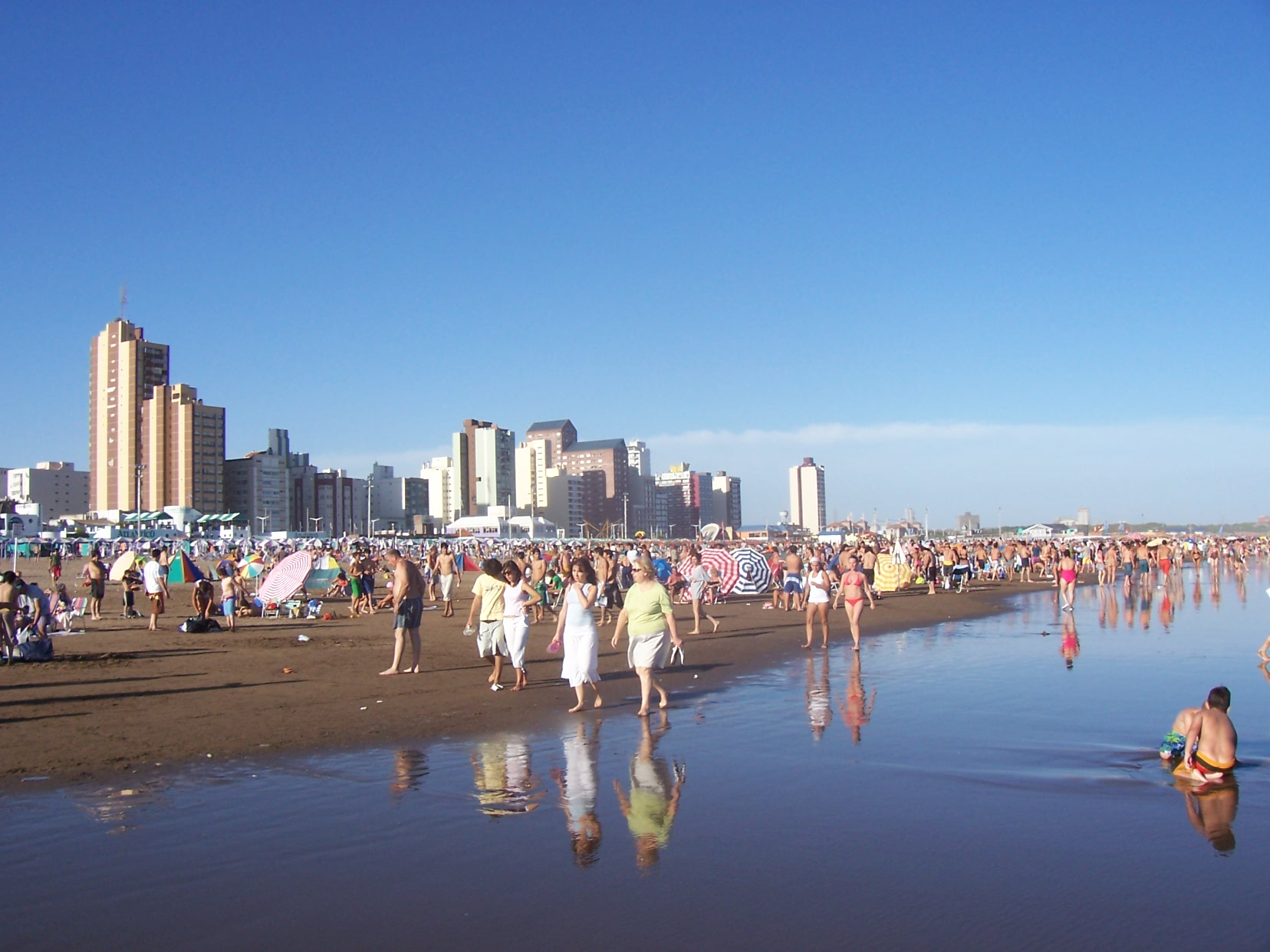
La plage de Necochea en janvier 2006
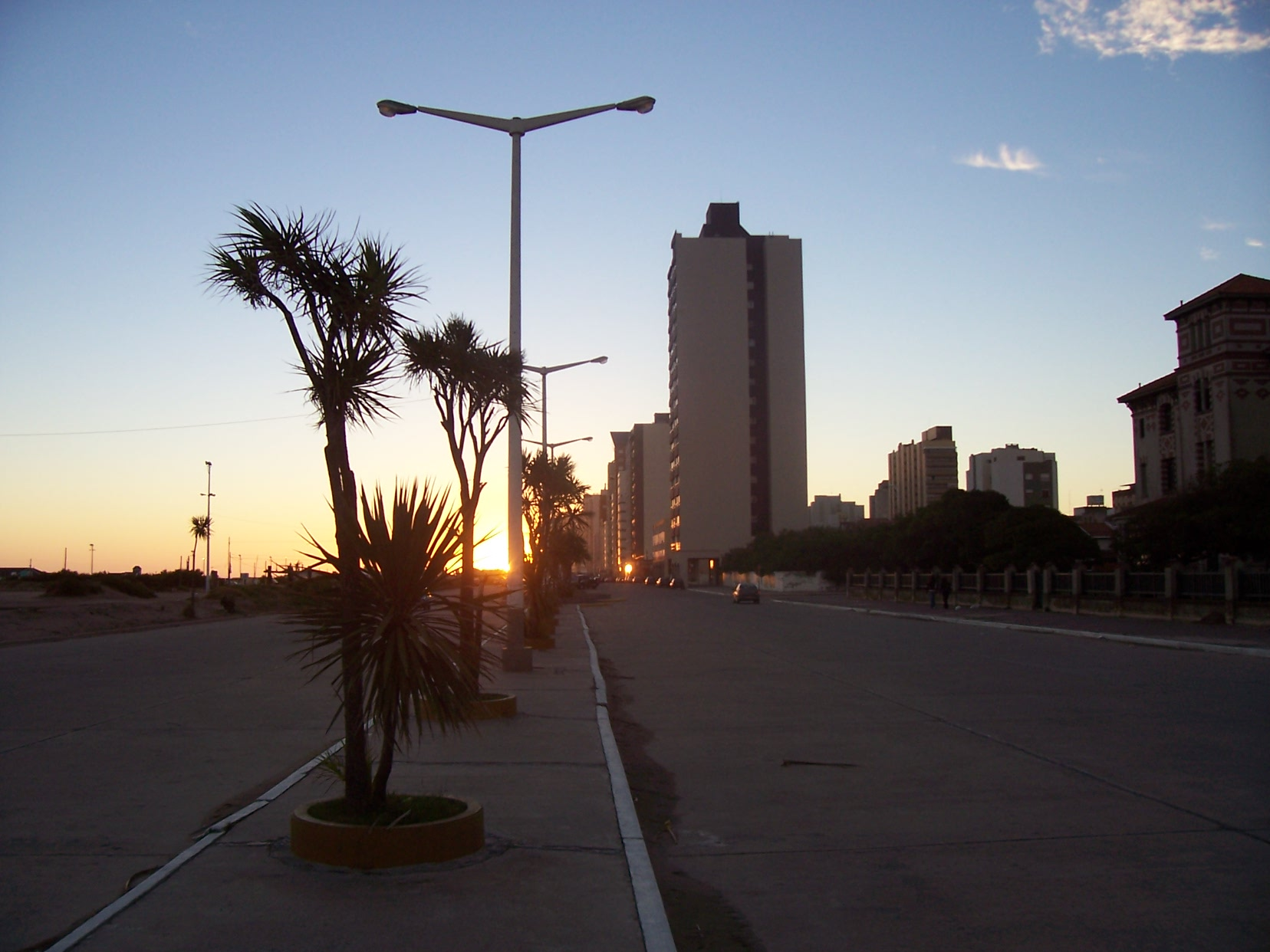
Necochea, située à 528 km de la capitale argentine
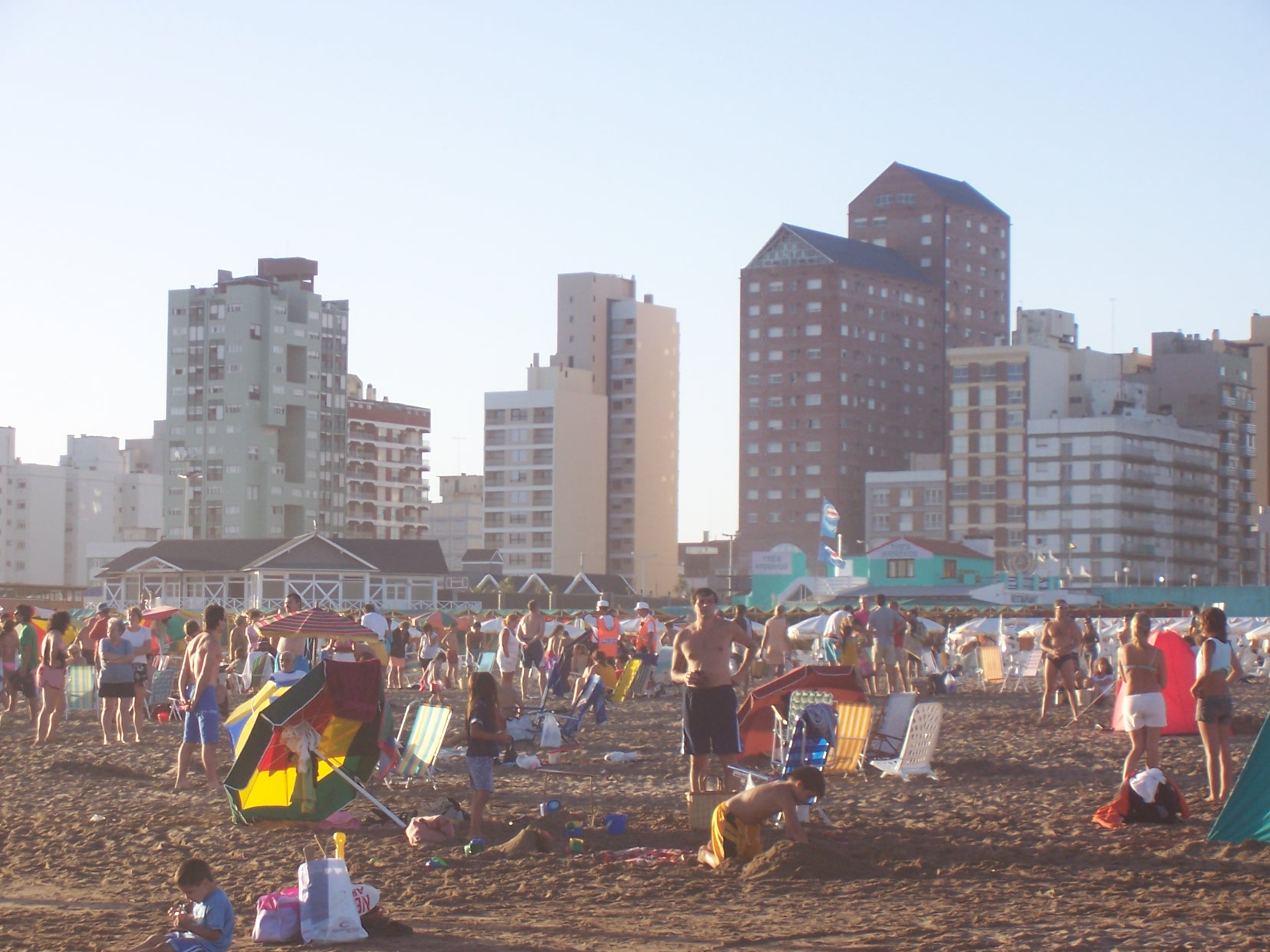
Vastes plages et tranquillité, les deux points forts de la Villa Díaz Vélez de Necochea
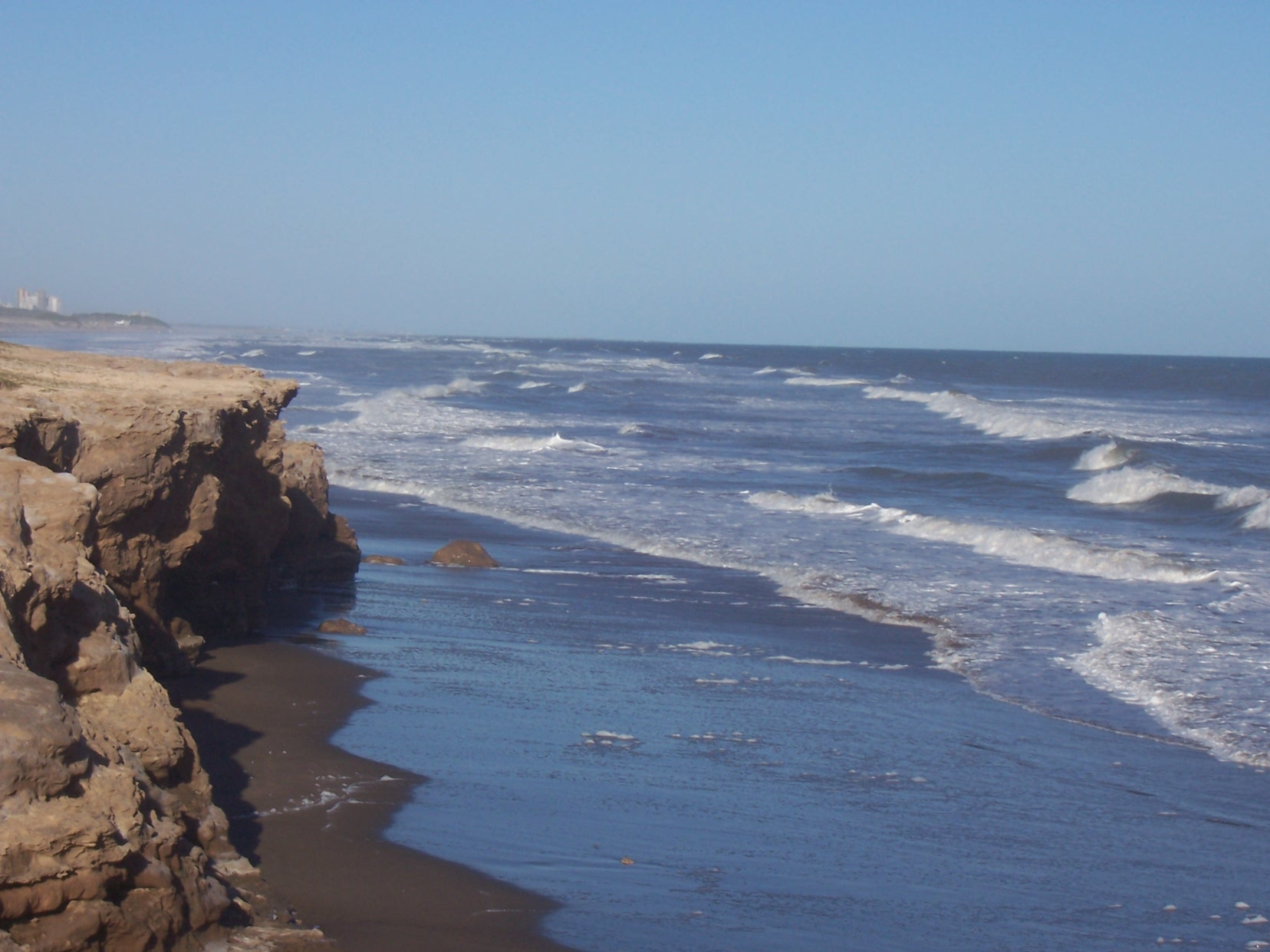
Les grottes, à quelques kilomètres de la cité balnéaire
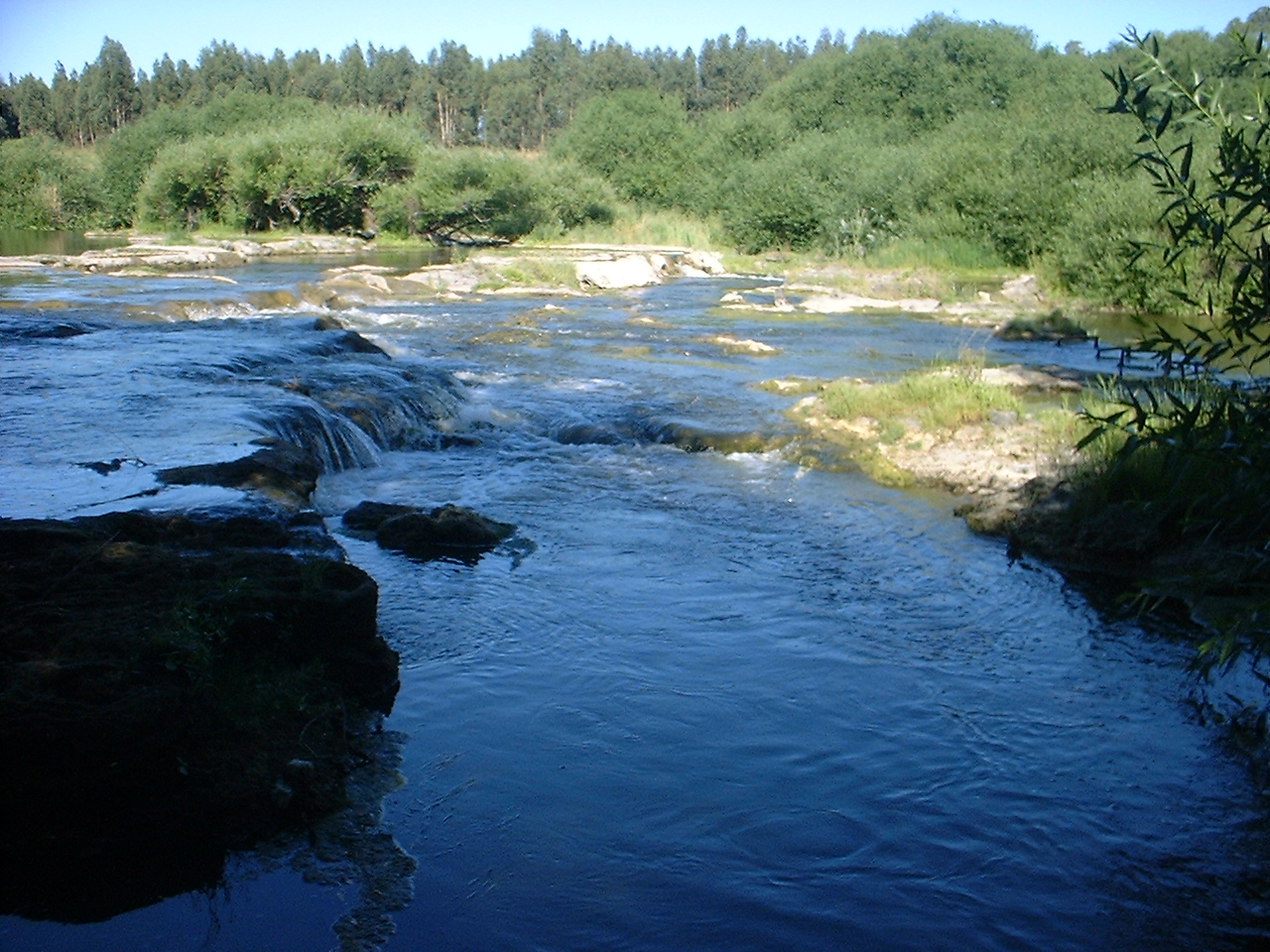
Les cascades, à 16 km de l'embouchure du río Quequén Grande
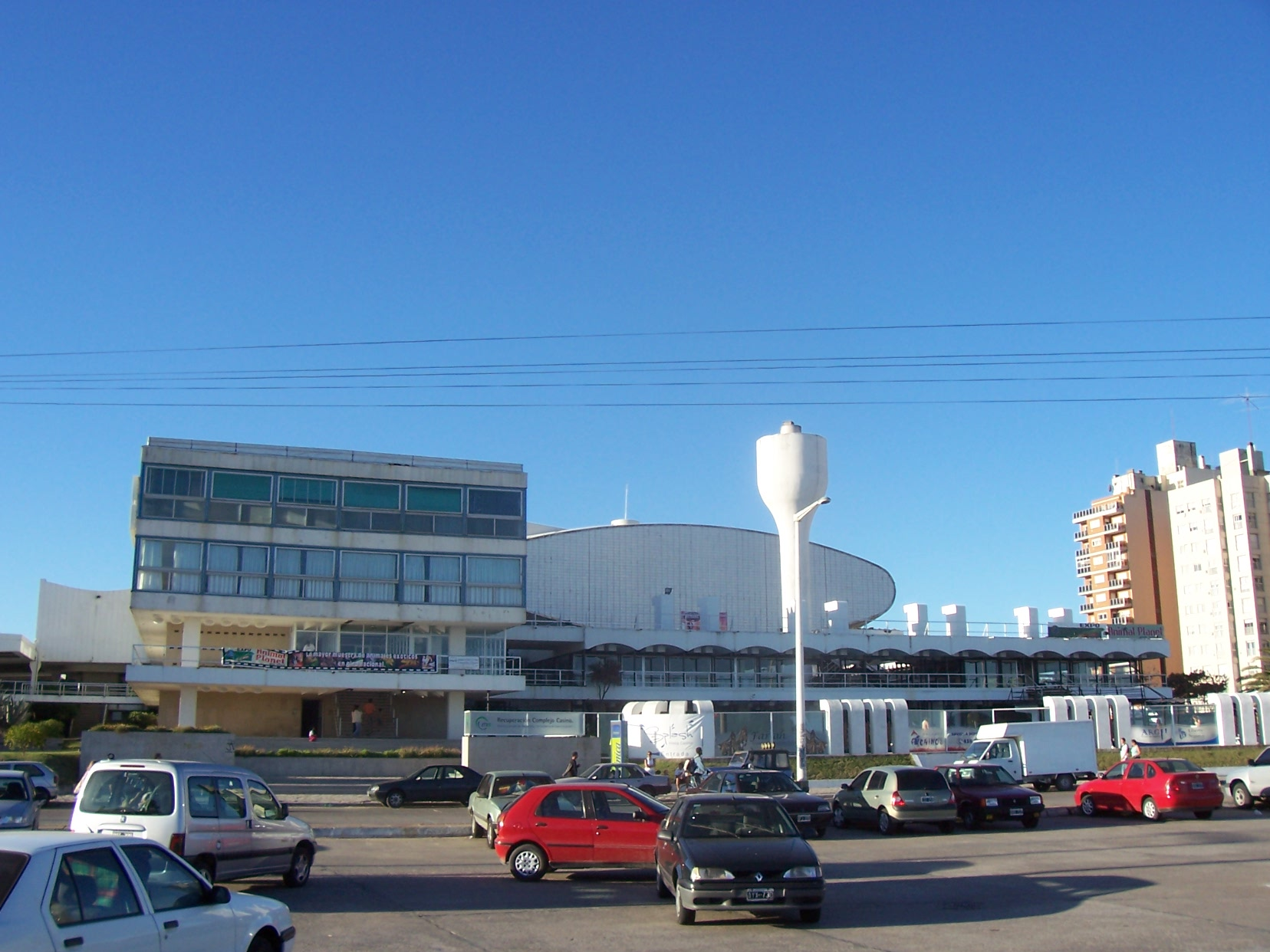
Le complexe du casino, une vue typique de la Villa Díaz Vélez